# Chun Doo-hwan
Chun Doo-hwan (전두환?, Jeon DuhwanLR, Chŏn TuhwanMR; Hapcheon, 18 gennaio 1931 – Seul, 23 novembre 2021) è stato un politico e generale sudcoreano, presidente e dittatore della Corea del Sud dal 1980 al 1988.
A seguito della sua autorizzazione ai massacri ordinati per sedare la rivolta scoppiata a Gwangju contro la sua presidenza, fu condannato a morte nel 1996, ma ricevette l'amnistia dall'allora Presidente in carica Kim Young-sam.

## Biografia
Nato in una famiglia di contadini nel Kyongsang meridionale (una remota regione montagnosa), fu il secondogenito di dieci fratelli. In tenera età studiò il cinese classico come autodidatta ma iniziò la sua formazione istituzionale piuttosto tardi. Nel 1940, all'età di nove anni, la sua famiglia si trasferì in Manciuria nella provincia di Jilin. Dopo solamente un anno la famiglia fece ritorno in Corea e si stabilì nella città di Taegu, il terzo centro cittadino più importante della Corea del Sud, e dopo un periodo di studi irregolari, fu finalmente ammesso alle scuole superiori, ma interruppe i suoi studi allo scoppio della guerra di Corea nel 1950.
Dopo aver superato gli esami di ammissione per il corso all'Accademia militare coreana nel 1951, dal 1952 al 1955 prestò servizio come cadetto durante il conflitto in Corea. Durante questo periodo si dedicò alla creazione di un gruppo semi-clandestino denominato Hanahoe, coinvolgendo diversi dei suoi commilitoni di corso, come Roh Tae-woo e Kim Bok-dong, i quali avrebbero avuto ruoli importanti nel sostegno al suo colpo di Stato. L'Hananoe (società della mente unica) era un gruppo di militari di ispirazione politica ultra-conservatrice che aveva chiare intenzioni di opporsi al corso considerato eccessivamente democratico dell'allora politica coreana.
Nel dicembre del 1958 Chun sposò Lee Soon-ja, figlia del generale coreano in pensione Lee Kyudong, amico personale del presidente e dittatore Park Chung-hee; contemporaneamente Chung fu assegnato al campo di addestramento di Gimpo, a poca distanza da Seul, nel corpo delle forze speciali coreane. Nel 1959 Chun fu inviato negli Stati Uniti d'America per un periodo di addestramento di cinque mesi in guerra psicologica presso il campo militare di Fort Black in Carolina del Nord.
Allo scoppio della Rivoluzione d'aprile il 19 aprile 1960, Chun era presente ad Okinawa mentre partecipava come membro delle forze speciali alle grandi manovre congiunte tra Stati Uniti d'America e Corea. Quando il 16 maggio 1961 il generale Park Chung-hee rovesciò il governo, Chun diede il suo appoggio collaborando al colpo di Stato, e guidando i cadetti dell'accademia militare in marcia su Seul per affiancare la rivolta.
Da questo momento in poi l'ascesa al potere di Chun divenne molto più rapida: nel 1963, con il ripristino della normalità Chun divenne responsabile dei servizi di intelligence coreani, e nel 1966 vice comandante delle forze speciali paracadutisti. Nel novembre 1969 venne nominato colonnello e assegnato al Quartier Generale dell'Esercito coreano e nel 1970 fu inviato come volontario in qualità di comandante del 29º Reggimento dell'esercito coreano durante la guerra del Vietnam.
Nominato nell'aprile 1980 a capo dei servizi segreti sudcoreani (KCIA), il 17 maggio 1980 dichiarò la legge marziale in tutto il paese. Partecipò alla repressione della rivolta di Gwangju contro l'estensione della legge marziale. Migliaia di manifestanti, studenti e sindacalisti sono stati uccisi durante i nove giorni di repressione organizzati dal regime sudcoreano. 
Il 20 maggio 1980, ha sciolto l'Assemblea Nazionale schierandovi l'esercito. Poi ha costretto il presidente Choi Kyu-ha a dimettersi il 16 agosto 1980. Si sbarazzò dei suoi potenziali rivali all'interno del regime militare, ordinando l'arresto del capo di stato maggiore con l'accusa di complicità nell'assassinio di Park, e di una ventina di politici. 
Il regime militare del generale Chun Doo-hwan fu caratterizzato dalla continuazione del "miracolo economico" sudcoreano, con alti tassi di crescita economica, ma anche da un alto debito pubblico e dalla repressione dei movimenti sindacali. Il suo regno fu anche segnato dall'uso diffuso della tortura contro i dissidenti e dalla repressione della libertà di parola.